# E. H. 셰퍼드
어니스트 하워드 셰퍼드(E. H. 셰퍼드, 영어: E. H. Shepard, 1879년 12월 10일 ~ 1976년 3월 24일)는 영국의 예술가이자 삽화가이다. 특히 아동서적 〈버드나무에 부는 바람〉과 〈곰돌이 푸〉에 등장하는 의인화된 동물과 봉제인형 캐릭터의 삽화로 유명하다.
〈곰돌이 푸〉의 첫 페이지에 등장(그리고 1966년 디즈니가 처음으로 각색한 오프닝 애니메이션에도 등장)하는 셰퍼드의 1926년 100에이커 숲 그림 지도 원본은 런던의 소더비스에서 책 삽화 분야 세계 기록을 세우며 £430,000($600,000)에 판매되었다.